# Età stratigrafiche globali standard
In stratigrafia, le età stratigrafiche globali standard (convenzionalmente abbreviate in GSSA, acronimo della terminologia in inglese Global Standard Stratigraphic Age), sono punti e criteri di riferimento cronologico nelle sequenze geologiche, utilizzati per definire i limiti ufficiali tra periodi geologici, ere e età nella scala geologica del tempo di una data sequenza cronostratigrafica. 
Dal 1974 è in corso uno sforzo globale per definire questa metrica. I punti e i livelli devono essere ampiamente diffusi e contenere una sequenza ben identificabile di strati o di marcatori che permettano un'identificazione priva di ambiguità.
I GSSA, e i più recenti e maggiormente utilizzati Sezioni e punti stratigrafici globali (GSSP), sono definiti dalla Commissione internazionale di stratigrafia (ICS) sotto gli auspici dell'organizzazione madre, la Commissione internazionale di stratigrafia (IUGS); vengono utilizzati principalmente per la datazione di strati rocciosi risalenti a più di 630 milioni di anni fa e che siano privi di un buon registro fossile. L'ICS cerca come prima cosa di vedere se gli standard sono adeguati a definire un GSSP; se questo non è possibile, si valuta se le informazioni raccolte permettono di operare una selezione tra le varie proposte di GSSA.
Le evidenze geologiche diventano piuttosto discontinue per i periodi di tempo antecedenti a 542 milioni di anni fa, perché la crosta terrestre è continuamente riciclata dai movimenti tettonici e dalle azioni erosive; per questo motivo sono piuttosto rare le rocce più antiche, e in particolar modo gli strati esposti facilmente accessibili, che consentano una accurata calibrazione cronologica. 
Per i periodi di tempo più recenti, per definire i limiti tra le varie epoche, si utilizzano i GSSP, basati soprattutto sulla paleontologia e i metodi più recenti per la datazione dei fossili. I GSSP infatti, al contrario dei GSSA, sono basati su importanti eventi o transizioni all'interno di una particolare sezione stratigrafica. Nelle sezioni più antiche, in genere non c'è un registro fossile adeguato o sezioni ben conservate che permettano di identificare gli eventi chiave necessari per definire un GSSP, per cui i GSSA vengono definiti in base a date fisse e criteri prestabiliti.
| Unità Geocronologiche info | "Corrispondenza empirica" in Anni info |
| -------------------------- | -------------------------------------- |
| Eone                       | miliardi di anni                       |
| Era                        | centinaia di milioni di anni           |
| Periodo                    | decine di milioni di anni              |
| Epoca                      | milioni di anni                        |
| Età                        | migliaia di anni                       |